# Tentative d'assassinat de Harry S. Truman
La tentative d'assassinat de Harry S. Truman est survenue le 1er novembre 1950,, lorsque les militants indépendantistes portoricains Oscar Collazo (en) et Griselio Torresola (en) tentent d'assassiner le président américain Harry S. Truman alors qu'il réside à Blair House lors de la rénovation de la Maison-Blanche (en). Les deux hommes sont arrêtés avant d'entrer dans la maison. Torresola blesse mortellement l'officier de police de la Maison-Blanche (en) Leslie Coffelt (en), qui le tue en riposte. Des agents des services secrets blesse Collazo. Truman est à l'étage de la maison et n'est pas blessé.
Deux jours avant la tentative d'assassinat, des nationalistes portoricains tentent de renverser le gouvernement de Porto Rico. Des soulèvements ont lieu dans de nombreuses villes, notamment à Jayuya (en), où sont nés les deux auteurs et où vivent encore leurs familles. En réponse, l'US Air Force bombarde et mitraille Jayuya, le détruisant, et bombarde la ville voisine d'Utuado. En reconnaissance des problèmes liés au statut de Porto Rico, Truman soutient un plébiscite en 1952 à Porto Rico, 81,9% des voix etant en faveur du maintien de Porto Rico en tant qu'État libre associé aux États-Unis. Collazo est reconnu coupable par un tribunal fédéral et condamné à mort, que Truman commue en prison à vie. En 1979, le président Jimmy Carter commue la peine en peine purgée et Collazo est libéré.

## Contexte

### Mouvement indépendantiste portoricain
Dans les années 1940, le Parti nationaliste de Porto Rico a peu de pouvoir politique dans le pays, où les électeurs ont élu le Parti populaire démocrate de Porto Rico (PPD) comme majorité à l'Assemblée législative. Les nationalistes pensent que Porto Rico souffre du colonialisme américain et veulent l'indépendance. Le PPD soutient les négociations avec les États-Unis visant à créer un "nouveau" statut politique pour l'île.
Les révoltes du Parti nationaliste portoricain des années 1950 (en) sont une protestation armée pour l'indépendance du gouvernement des États-Unis sur Porto Rico. Le Parti répudie le statut d'"État libre associé" (Estado Libre Asociado) promulgué en 1950, car les nationalistes le considère comme une continuation du colonialisme,.
Les révoltes débutent le 30 octobre 1950, sur ordre de Pedro Albizu Campos (en), président du Parti nationaliste. Des soulèvements ont lieu à Peñuelas, Mayagüez, Naranjito, Arecibo et Ponce. Les soulèvements les plus notables ont lieu à Utuado, Jayuya et San Juan. Celles-ci sont réprimées par la Garde nationale de Porto Rico avec une forte force militaire, dont l'utilisation d'avions,,, de bombes de 226 kilos et de mitrailleuses de calibres 50. La ville de Jayuya est gravement endommagée.

## Planification de l'assassinat
À New York, les nationalistes Griselio Torresola et Oscar Collazo, après avoir appris l'échec du soulèvement du 30 octobre, élaborent un plan pour assassiner le président Harry S. Truman afin d'attirer l'attention du monde sur le mouvement indépendantiste portoricain et la répression menée par le gouvernement,. Ils ont appris que Truman vivait à Blair House, alors que la Maison-Blanche était en cours de rénovation.
Les deux hommes réalisent que leur tentative est quasi-suicidaire et qu'ils vont probablement être tués. Torresola, un tireur expérimenté, enseigne à Collazo comment charger et manipuler les armes qu'ils utiliseraient. Ils prennent le train de New York à Washington, DC pour reconnaître les lieux. Le 1er novembre, ils passent à l'action.

## Attaque

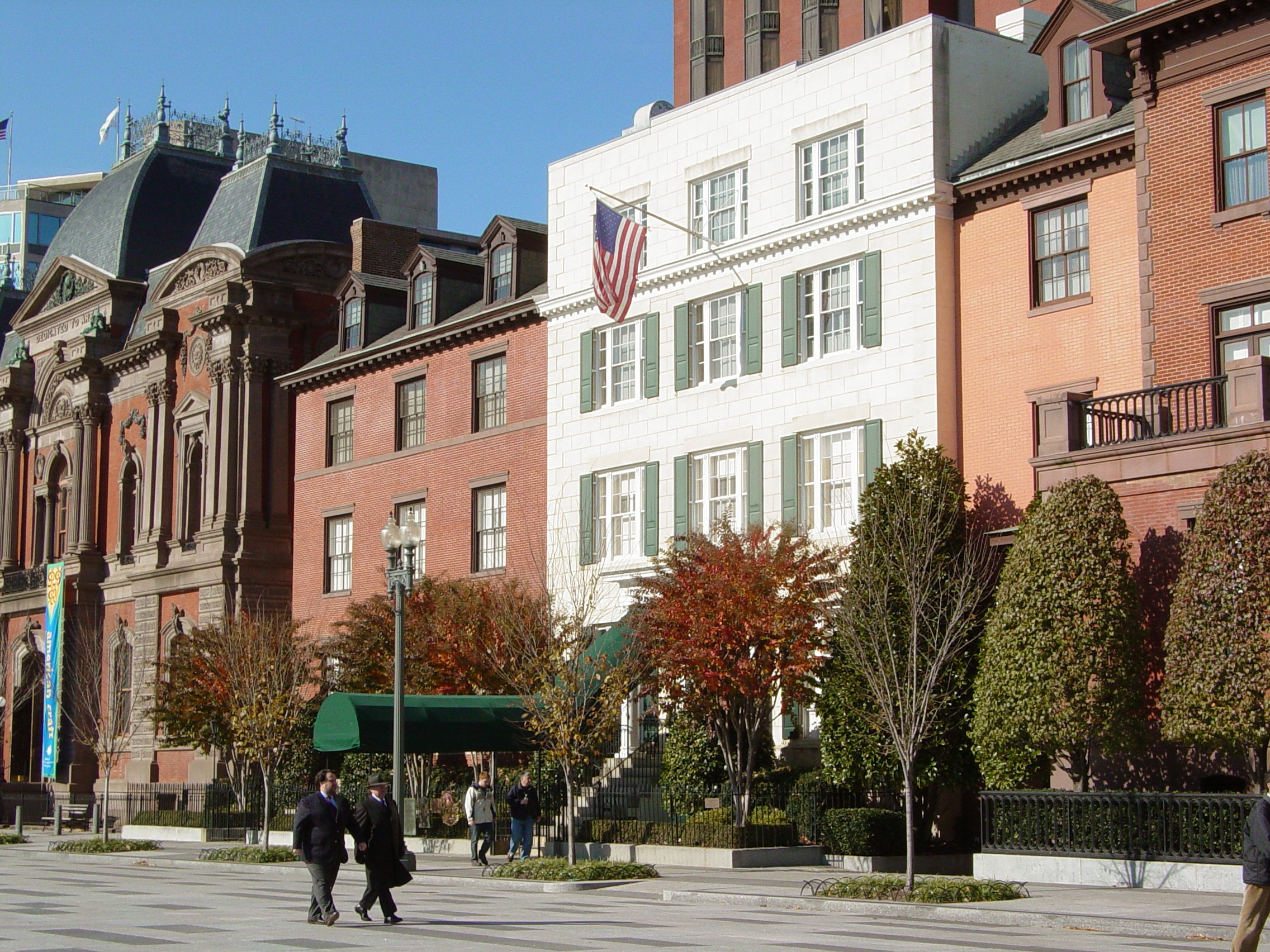
Blair House, site de la tentative d'assassinat, montrée ici vers 2006. Au moment de la tentative, il y avait deux postes de garde devant.

Torresola s'approche de Blair House, située sur Pennsylvania Avenue, par le côté ouest, tandis que Collazo marche derrière le policier de la Maison-Blanche, Donald Birdzell, qui se tient sur les marches de Blair House. Le président Truman fait la sieste dans ses appartements au deuxième étage. Collazo tente de tirer sur Birdzell dans le dos, mais ne réussit pas à mettre une balle dans son pistolet, et le pistolet ne tire pas. Collazo chambre une balle et tire avec l'arme juste au moment où Birdzell se tourne pour lui faire face, et tire sur l'officier au genou droit.
Après avoir entendu les coups de feu, l'agent des services secrets Vincent Mroz (en) court dans un couloir du sous-sol, sortant par une porte au niveau de la rue du côté est de la maison, où il ouvre le feu sur Collazo,. Mroz arrête Collazo avec une balle dans la poitrine alors qu'il est sur les marches d'entrée,,,. Deux autres officiers tirent également sur Collazo, dans ce qui est décrit comme « la plus grande fusillade de l'histoire des services secrets ».
Pendant ce temps, Torresola s'approche d'un poste de garde dans le coin ouest, où il prend par surprise l'officier de police de la Maison-Blanche Leslie Coffelt, tirant quatre fois à bout portant et le blessant mortellement avec un Luger allemand de 9 × 19 mm. Trois de ces coups de feu touchent Coffelt à la poitrine et à l'abdomen, le quatrième traverse sa tunique.
Torresola tire sur le policier Joseph Downs à la hanche, avant qu'il ne puisse dégainer son arme. Alors que Downs se tourne vers la maison, Torresola lui tire une balle dans le dos et dans le cou. Downs entre dans le sous-sol et sécurise la porte, empêchant l'attaquant d'entrer dans Blair House. Torresola se déplace vers la fusillade entre son partenaire Collazo et plusieurs autres policiers, tirant sur l'officier Donald Birdzell dans le genou gauche.

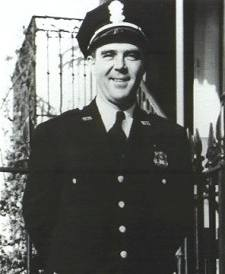
Leslie W. Coffelt, policier de la Maison-Blanche.

Birdzell ne peut plus se tenir debout et est effectivement frappé d'incapacité, mais il se rétablira plus tard. Torresola se tient à gauche des marches de Blair House pour recharger lorsque le président Truman regarde par la fenêtre du deuxième étage, à 9,4 m de l'attaquant. Les agents des services secrets crient à Truman de s'éloigner de la fenêtre.
Au même moment, Coffelt quitte la cabine de garde, s'appuie contre elle et tire avec son revolver de service de calibre .38 sur Torresola, à environ 10 m. Coffelt frappe Torresola à 50 mm au-dessus de l'oreille, le tuant sur le coup. Coffelt revient en boitant au stand et s'évanouit. Transporté à l'hôpital, Coffelt décède quatre heures plus tard. La fusillade impliquant Torresola dure environ 20 secondes, tandis que la fusillade avec Collazo dure environ 38,5 secondes. Un seul des tirs de Collazo touche quelqu'un, en grande partie parce que Collazo n'est pas un tireur habile ou expérimenté. Torresola, un tireur expert, tire la plupart des coups de feu et inflige presque toutes les blessures aux agents des services secrets.
Par la suite, Truman déclare qu'il n'a pas été effrayé par l'attaque : étant donné qu'il est un vétéran de la Première Guerre mondiale, il « avait déjà été abattu par des professionnels [c'est-à-dire des soldats allemands] ».

## Conséquences
Le président Truman et le secrétaire d'État Dean Acheson demande à la veuve de Coffelt, Cressie E. Coffelt, de se rendre à Porto Rico, où elle reçoit les condoléances de divers dirigeants et foules portoricains. Cressie Coffelt répond par un discours exonérant les habitants de l'île de toute responsabilité pour les actes de Collazo et Torresola.
Oscar Collazo est reconnu coupable par un tribunal fédéral et condamné à mort, peine que Truman commue en peine à perpétuité. En prison, il donne une interview racontant son long dévouement au Parti nationaliste et à la cause de l'indépendance portoricaine. Lorsqu'il était jeune, en 1932, il entendit Pedro Albizu Campos prononcer un discours sur l'impérialisme américain, affirmant que le chercheur américain Cornelius P. Rhoads (en) avait écrit une lettre scandaleuse semblant se vanter d'avoir tué des portoricains lors d'expériences. En 1979, le président Jimmy Carter commue la peine de Collazo en peine purgée et l'ancien révolutionnaire est libéré. Il retourne vivre à Porto Rico, où il décède en 1994.
Au moment de la tentative d'assassinat, le FBI arrête l'épouse de Collazo, Rosa, soupçonnée d'avoir conspiré avec son mari dans ce projet. Elle passe huit mois dans une prison fédérale mais n'est pas jugée. À sa libération, Rosa continue de travailler avec le Parti nationaliste. Elle aide à recueillir 100 000 signatures pour tenter de sauver son mari de l'exécution.
Reconnaissant l'importance de la question du statut de Porto Rico, Truman soutient un plébiscite à Porto Rico en 1952 sur la nouvelle constitution pour déterminer ses relations avec les États-Unis. Le peuple vote à 81,9 % en faveur du maintien du statut d'État libre associé, comme créé en 1950.

## Commémoration
À l'intérieur de Blair House, une plaque est installée pour commémorer l"officier de police de la Maison Blanche Leslie Coffelt. La salle de séjour de la division en uniforme des services secrets américains à Blair House porte également le nom de Coffelt.